# روبرت كارسون (كاتب)
روبرت كارسون (بالإنجليزية: Robert Carson)‏ هو كاتب وكاتب سيناريو أمريكي، ولد في 6 أكتوبر 1909 في واشنطن العاصمة في الولايات المتحدة، وتوفي في 19 يناير 1983 في لوس أنجلوس في الولايات المتحدة.

## وصلات خارجية
- روبرت كارسون على موقع IMDb (الإنجليزية)
- روبرت كارسون على موقع الموسوعة البريطانية (الإنجليزية)
- روبرت كارسون على موقع أول موفي (الإنجليزية)
- روبرت كارسون على موقع قاعدة بيانات الأفلام السويدية (السويدية)
- روبرت كارسون على موقع قاعدة بيانات الفيلم (الإنجليزية)
- روبرت كارسون على موقع كينوبويسك (الروسية)